# Rodrigo Moya (fotógrafo)
Rodrigo Moya (Medellín, Colombia; 10 de abril de 1934-Cuernavaca, México; 30 de julio de 2025) fue un fotógrafo colombo-mexicano, reconocido como uno de los grandes exponentes del fotoperiodismo crítico y comprometido en América Latina durante el siglo XX, y considerado uno de los más importantes del fotoperiodismo y la fotografía documental en América Latina durante las décadas de 1950 y 1960. Su obra documental —que retrata movimientos guerrilleros, obreros, comunidades indígenas, conflictos sociales, tensiones laborales, vida rural y urbana, y figuras históricas— ha sido ampliamente difundida, exhibida y estudiada por su valor estético, histórico y político. Retrató a personajes como Che Guevara, Gabriel García Márquez y Diego Rivera.
En los inicios de su carrera como fotógrafo, Moya se inspiró profundamente en el trabajo de fotógrafos estadounidenses que documentaron la Gran Depresión, como Walker Evans, Lewis Hine, Dorothea Lange, Robert Frank y W. Eugene Smith, cuyas imágenes humanistas y de denuncia marcaron su visión documental. «Walker Evans era para mí un verdadero titán y lo sigue siendo... me motivaban los fotógrafos que abordaron la pobreza de Estados Unidos en los años treinta», declaró en entrevistas posteriores.
Además, Moya atribuyó su formación inicial al trato directo con el fotógrafo colombiano Guillermo Angulo y al crítico de arte Antonio Rodríguez (Francisco de Paula Oliveira), así como al fotógrafo mexicano Nacho López, cuya práctica del fotoensayo social influyó de manera decisiva en su visión narrativa y temática.
Aunque abandonó el fotoperiodismo profesional en 1968, desilusionado con la industria editorial mexicana y las condiciones laborales de los fotógrafos, su legado cobró nueva dimensión con el redescubrimiento y la catalogación de su archivo en los años 2000. A través de exposiciones internacionales, publicaciones y premios, su obra ha sido reinterpretada como un testimonio crítico de las transformaciones sociales del siglo XX.
Su obra forma parte de colecciones como la del Museo Amparo, el Centro de la Imagen, el Museo de Arte Moderno de San Francisco, el Museo de Bellas Artes de Houston, el Nelson-Atkins Museum of Art, el Museum of Latin American Art y el Center for Creative Photography de la Universidad de Arizona, la Universidad de Texas en San Marcos, entre otros. Falleció en 2025 a los 91 años, dejando un archivo de más de 40 000 imágenes, considerado patrimonio cultural y memoria visual de América Latina.

## Biografía

### Inicios
Hijo del pintor y escenógrafo mexicano Luis Moya y de la colombiana Alicia Moreno, Rodrigo Moya nació en Medellín, Colombia, y se trasladó a México cuando tenía dos años, donde su padre comenzó a trabajar en teatro y cine.
Entre 1952 y 1954 estudió ingeniería —específicamente ingeniería civil o petroquímica según distintas fuentes— en la Facultad de ingeniería de la Universidad Nacional Autónoma de México, carrera que abandonó alrededor de los 20 años para dedicarse a la fotografía.

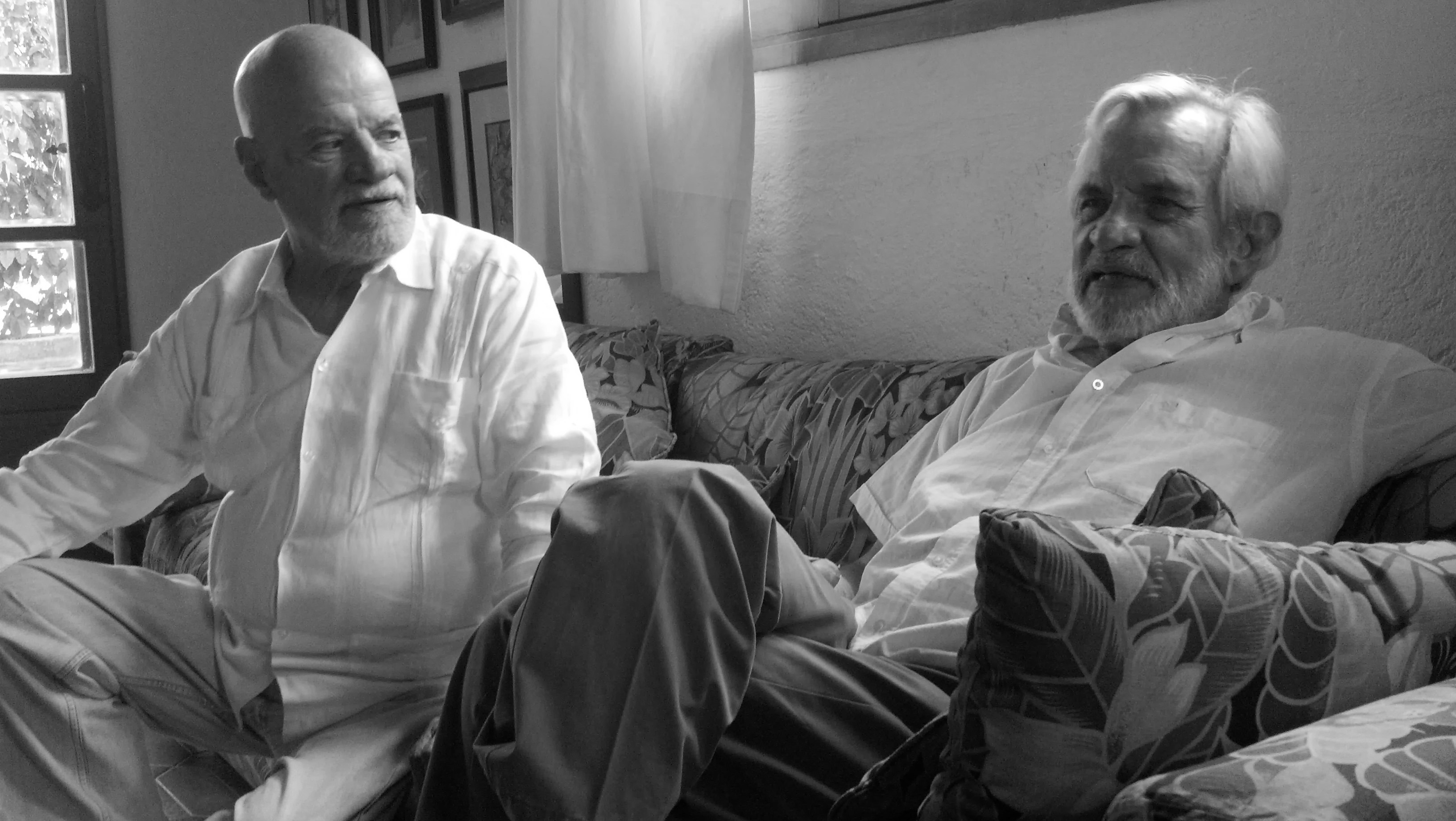
Rodrigo Moya y Guillermo Angulo en 2014

En 1954, recibió sus primeros conocimientos fotográficos del reportero colombiano Guillermo Angulo (nacido en Anorí, Antioquia, Colombia 1928), quien residió en México y fue colaborador de la revista  Impacto. Angulo, además de fotógrafo y periodista, fue diplomático y crítico cultural; su orientación artística y profesional influyó directamente en la carrera de Moya. Cuando Angulo viajó a Italia para estudiar cine, Moya asumió su puesto en la publicación, iniciando así su propia trayectoria en el fotoperiodismo profesional.
Aunque nació en Medellín, Colombia, y su padre fue una figura artística vinculada al país, Moya -siendo legalmente mexicano por nacimiento- construyó prácticamente la totalidad de su vida y carrera en México, donde se formó, trabajó y vivió hasta su muerte. Habiendo llegado a México con tan sólo dos años de edad, es a través de su madre que recibe la cultura colombiana. Esta condición le confería una identidad dual, como él mismo reconocía, marcada por el contraste entre sus raíces maternas colombianas y el origen mexicano por parte de su padre Luis Moya. Su figura era poco conocida en su ciudad natal, lo que él atribuía a la distancia física y profesional mantenida durante décadas.

### Trayectoria profesional
En 1955 comenzó su carrera profesional como fotógrafo de planta en la revista Impacto, inicialmente como asistente de Guillermo Angulo y luego ocupando su puesto cuando Angulo viajó al extranjero.
Durante las décadas de 1950 y 1960 realizó numerosos reportajes fotográficos que retrataron la desigualdad, la lucha de clases, las condiciones laborales y los movimientos revolucionarios en México y otros países latinoamericanos. Su estilo fue influenciado por fotógrafos como Walker Evans, Lewis Hine, Robert Frank, W. Eugene Smith y Dorothea Lange, y más adelante por el periodista fotográfico mexicano Nacho López.
Posteriormente colaboró en la catalogación, restauración y conservación del Patrimonio Artístico de la Nación del Instituto Nacional de Antropología e Historia –INAH– y fue jefe del Departamento de documentación fotográfica del proyecto Teotihuacán entre 1960 y 1962.
Entre 1963 y 1967 trabajó como jefe de fotografía en la revista semanal Sucesos para todos, donde realizó más de 130 reportajes sobre temas sociales, culturales y políticos.
En 1964 viajó a Cuba para documentar el proceso revolucionario, tomando una serie de retratos del Che Guevara entre los que destaca el icónico Che melancólico. Esa imagen forma parte de una serie de 19 retratos captados en esa visita, y ha sido exhibida internacionalmente y reputada por su fuerza expresiva.
En 1965 cubrió la invasión estadounidense a República Dominicana, siendo uno de los pocos fotógrafos latinoamericanos en registrar ese episodio, y en 1966 documentó las guerrillas en Guatemala y Venezuela, mostrando un enfoque humano y narrativo en zonas de conflicto.
A lo largo de su trayectoria, Moya también mantuvo vínculos con destacados escritores latinoamericanos. En particular, Gabriel García Márquez lo buscó en dos ocasiones para ser retratado: primero en 1966, durante una sesión informal el 29 de noviembre, el propio Nobel rechazó varias imágenes, pero finalmente una fue usada como contraportada internacional de Cien años de soledad. La sesión se llevó a cabo sin iluminación artificial y concluyó cuando se agotaron dos rollos en medio de una conversación prolongada con Moya y Guillermo Angulo.
En 2019, una hoja de contactos con doce tomas de Gabriel García Márquez fue subastada en Ciudad de México por la casa Morton. El lote incluía anotaciones manuscritas del propio García Márquez. Según la nota oficial, esas imágenes fueron descartadas por el editor Vicente Rojo y ninguna llegó a publicarse en la obra original Cien años de soledad. La subasta formó parte de una colección de 113 lotes, con piezas de Moya, Graciela Iturbide, Lola y Manuel Álvarez Bravo, entre otros fotógrafos icónicos.
Posteriormente, en 1977, poco después del célebre altercado con Mario Vargas Llosa, Moya también lo retrató, generando imágenes emblemáticas que reflejan la mirada del Nobel hacia su propio momento personal.. Moya accedió a ambas sesiones, logrando imágenes que se volvieron emblemáticas del escritor colombiano. Estas fotografías surgieron de una relación cercana pero esporádica, en la que el Nobel insistía con afecto en ser retratado por «el fotógrafo del pueblo».
El enfoque de Moya como fotoperiodista fue profundamente testimonial: su obra buscó poner en primer plano «instantes de una realidad histórica olvidada o nunca antes vista», mediante imágenes que trascienden lo estético para narrar problemáticas sociales invisibles, reflejando su convicción de que la fotografía debe instruir a una «conciencia alerta y rebelde».
En 1968, Moya decidió retirarse del periodismo fotográfico. Admitió que, con la muerte del Che Guevara, su desilusión con la izquierda, los problemas económicos del medio y la falta de impacto real del fotoperiodismo lo llevaron a abandonar la profesión: «En el 67, a finales, dejé la fotografía profesional… por muchas razones, económicas… desencanto del funcionamiento de la prensa, desencantos políticos, la marcha atrás de la izquierda… Entonces dejé la fotografía como forma de ganarme la vida, pero de hecho no la dejé como pasión».
Ese mismo año fundó la revista mensual especializada Técnica Pesquera bajo la editorial Ediciones Mundo Marino, que dirigió durante 22 años hasta 1990. Entre 1991 y 1997 continuó su labor editorial como fundador y director de Ediciones Mar y Tierra, publicando también obras literarias como sus libros de cuentos.

## Obra fotográfica
La obra de Rodrigo Moya se caracterizó por un profundo compromiso político y social. Su lente captó escenas que iban desde movimientos guerrilleros en Venezuela y Guatemala, conflictos obreros en México, la vida rural en Veracruz y Yucatán, hasta retratos de grandes figuras intelectuales y artísticas del siglo XX. Entre los personajes retratados por Moya se encuentran el escritor colombiano Gabriel García Márquez, el pintor mexicano Diego Rivera y el revolucionario argentinocubano Che Guevara, todos ellos símbolos culturales y políticos de su tiempo. Uno de sus trabajos más conocidos es la serie de retratos que realizó al Che Guevara durante una entrevista en La Habana en 1964, entre ellos una imagen en la que el revolucionario aparece fumando un puro, la cual se ha vuelto emblemática y ha sido reproducida internacionalmente.
A lo largo de su carrera, Moya publicó su trabajo en medios como Impacto, Sucesos para todos, Política y otros impresos independientes y de circulación popular. Sus coberturas lo llevaron a zonas rurales, campamentos revolucionarios, marchas urbanas y fábricas, siempre con una mirada atenta a las contradicciones del desarrollo moderno en América Latina. Su enfoque, cercano al realismo social y al periodismo fotográfico comprometido, buscó documentar lo que él mismo llamaba «lo invisible»: los rostros de la pobreza, la injusticia, la esperanza y la lucha cotidiana.
Después de abandonar el fotoperiodismo activo en 1968, Moya conservó y organizó cuidadosamente su archivo de negativos. Según registros del propio archivo, fue hasta que su esposa Susan Flaherty y él decidieron, tras su recuperación de una grave enfermedad en 1999, mudarse a Cuernavaca que comenzaron una sistemática clasificación y preservación del archivo.
Según la revista Cuartoscuro, el interés por su obra resurgió a partir de 2002 con la exposición itinerante Fuera de moda. Obra fotográfica 1955‑1968 y un número monográfico dedicado a su trabajo en Cuartoscuro. A partir de entonces inició el proceso de digitalización, catalogación y exhibición pública de su archivo fotográfico.
De acuerdo con testimonios personales, Moya se dedicó de forma artesanal a ordenar y medir cada impresión en sala oscura, manteniendo el proceso manual de copia plata/gelatina. Declaró que de su archivo muchos libros surgirían. Su obra ha sido recopilada en diversas publicaciones impresas y catálogos. Entre ellos destacan el catálogo de exposición del Museo Amparo titulado Rodrigo Moya. México (2019‑2022) con más de 250 imágenes; contribuciones editoriales como Rodrigo Moya: una mirada inconforme; y textos acompañantes en libros como El rostro de las ausencias, El tiempo y la sombra y Vistas desde la esquina, los cuales agrupan reportajes históricos y fotográficos extraídos de su archivo.
Su archivo fotográfico, compuesto por más de 40 000 negativos, constituye un importante testimonio visual de las luchas sociales, las tensiones urbanas y los rostros del México y América Latina del siglo XX. Actualmente, su obra forma parte de colecciones institucionales como el Museo Amparo, el Centro de la Imagen, la Wittliff Collection de la Universidad Estatal de Texas, el Museo de Arte Moderno de San Francisco, el Museo de Bellas Artes de Houston, el Nelson-Atkins Museum of Art, el Santa Barbara Museum of Art, el Museum of Latin American Art, el Center for Creative Photography de la Universidad de Arizona y la colección del INBAL.

### Archivo fotográfico

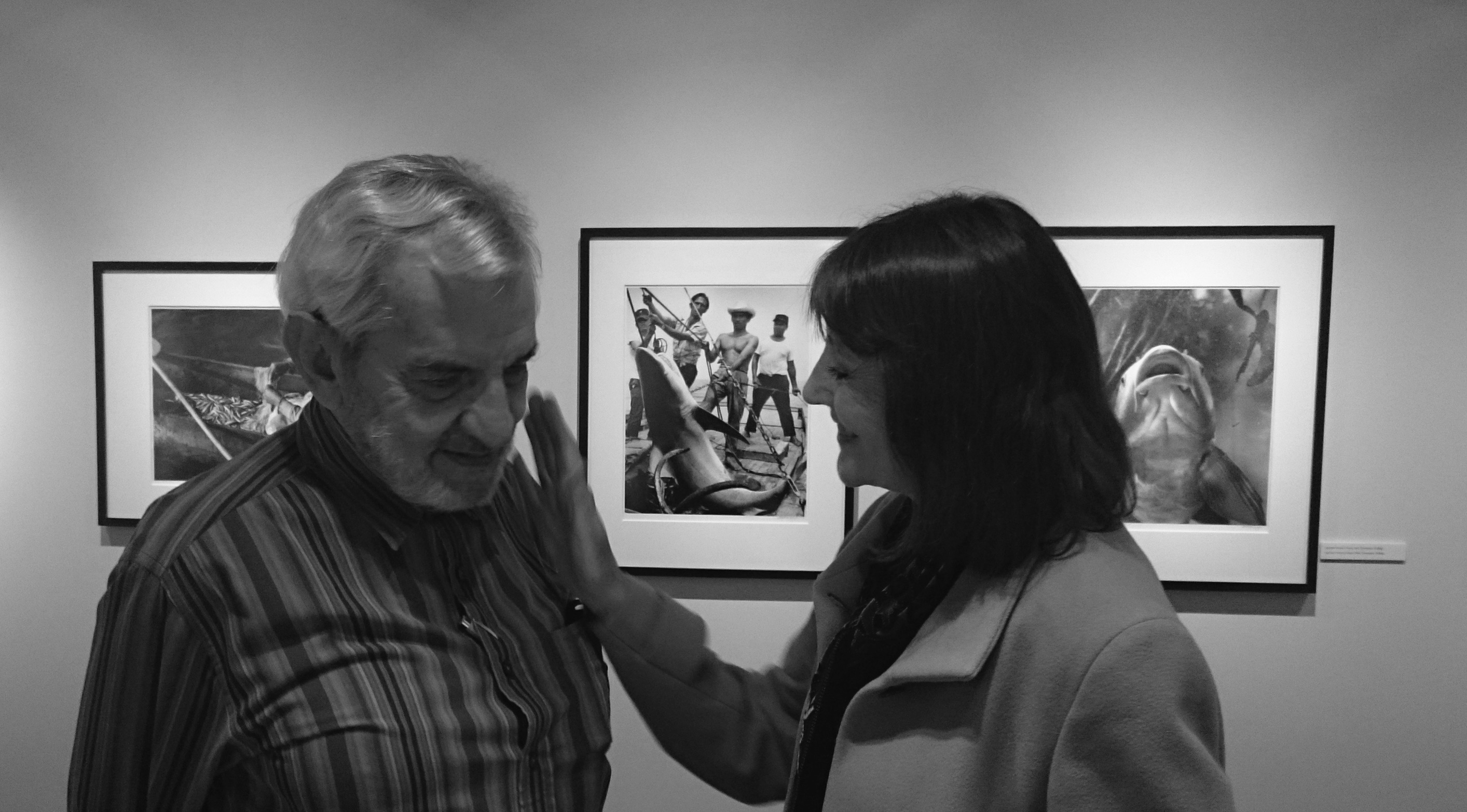
Rodrigo Moya y Susan Flaherty, Universidad Estatal de Texas, 2015

En 1998, junto con su esposa, la ilustradora Susan Flaherty, comenzó a organizar su archivo fotográfico, fundado formalmente en 1999. El archivo se conserva en Cuernavaca y está compuesto por negativos, positivos, copias y documentos personales.
El archivo está dividido temáticamente en:
- Fotografía documental (1955–1967)
- Registro de monumentos y sitios arqueológicos para el INAH (1960–1962)
- Producción para Técnica Pesquera (1968–1990)
- Teatro y danza (1955–1975)
- Trabajos por encargo y temáticas independientes (1960–1998)
- Fotografías personales y familiares

## Reconocimiento
A pesar de su renuncia al fotoperiodismo, la obra de Rodrigo Moya fue redescubierta y revalorizada a partir de los años 2000. Según la Wittliff Collections (Texas State University) y la editorial University of Texas Press, su fotografía ha sido objeto de una exposición retrospectiva titulada Photography and Conscience (Fotografía y conciencia 2015), donde se reunieron más de 90 imágenes representativas de su trayectoria, avanzando de su archivo privado hacia el reconocimiento público internacional.
Su obra forma parte de colecciones permanentes de prestigio como el Museo de Arte Moderno de San Francisco, el Museo de Bellas Artes de Houston, el Nelson‑Atkins Museum of Art, el Santa Barbara Museum of Art, la Wittliff Collection de la Universidad Estatal de Texas y el Center for Creative Photography de la Universidad de Arizona.
En México, su archivo se conserva en el Centro de la Imagen, el Museo Amparo, el Museo del Palacio de Bellas Artes y la Fototeca Nacional del INAH, y fue objeto de exposiciones y publicaciones promovidas por el INBAL.
Moya recibió reconocimientos importantes aunque expresó su preferencia por libros antes que por premios. Entre ellos destacan:
- Medalla al Mérito Fotográfico del Sistema Nacional de Fototecas (2007).
- Presea Cervantina del Festival Internacional Cervantino como reconocimiento a su trayectoria (2014), acompañada de una retrospectiva de su obra ese mismo año.[28]

También fue retratado en dos producciones documentales: Conciencia de la luz (2009, Canal 22) y Ojos bien abiertos (2014, TV UNAM), el segundo con dirección de Julián Pastor.

## Fallecimiento
Rodrigo Moya falleció en su casa de Cuernavaca, Morelos, el 30 de julio de 2025 a los 91 años, tras una larga enfermedad y un periodo de convalecencia de aproximadamente cuatro meses posterior a una cirugía. Estuvo acompañado por su familia y por su esposa Susan Flaherty, con quien compartió más de cuatro décadas.

## Reconocimiento póstumo
Tras su muerte en julio de 2025, múltiples instituciones culturales y medios de comunicación en México, Colombia y otros países latinoamericanos destacaron la importancia histórica y estética de la obra de Rodrigo Moya.
El Museo del Estanquillo anunció mediante su cuenta oficial que tendría lugar una exposición homenaje hasta finales de 2025, en la que se exhibirán sus series más representativas junto con textos autobiográficos y materiales editoriales.
La Fototeca Nacional y el Centro de la Imagen informaron oficialmente que están coordinando retrospectivas y catálogos razonados de su archivo fotográfico, en colaboración con investigadores y curadores especializados.
Medios como La Jornada, Proceso, El País y El Economista publicaron perfiles conmemorativos que resaltaron tanto la dimensión artística de Moya como su compromiso con movimientos sociales y causas populares.

## Exposiciones destacadas
- 1958 – Lágrimas y risas de México, Centro Deportivo Israelita, Ciudad de México
- 1959 – Primer Salón Latinoamericano de Fotografía
- 2002 – Fuera de Moda, Xalapa, Fotoseptiembre
- 2004 – Foto Insurrecta, Centro de la Imagen, Ciudad de México
- 2005 – Testigos de la historia
- 2006 – El trenecito, Galería López Quiroga, Ciudad de México
- 2007 – La eterna infancia, Alhóndiga de Granaditas, Guanajuato
- 2009 – Cuba Mía, Casa Amèrica Catalunya, Barcelona / Palacio de Bellas Artes, La Habana
- 2010 – La muerte de Goitia, Fototeca de Zacatecas
- 2010 – Ojos bien abiertos, Etherton Gallery, Tucson
- 2014 – Tiempos tangibles, Alhóndiga de Granaditas
- 2015 – Photography and Conscience, Texas State University[28]
- 2017–2019 – Cuba 1964: la Revolución en marcha, varias sedes
- 2019 – Rodrigo Moya. México / Escenas, Palacio de Bellas Artes (Ciudad de México)
- 2019 – Rodrigo Moya. Periferias, Centro de la Imagen
- 2019 – Rodrigo Moya en el Museo Tamayo, dentro de la programación #LoQueHayQueVer en México, Museo Tamayo Arte Contemporáneo, Ciudad de México[32]
- 2019 – Rodrigo Moya. México, Museo Amparo, Puebla; exposición que incluyó 200 copias de plata gelatina originales —con imágenes como la vista aérea de Tlatelolco—, seleccionadas para mostrar las contradicciones del «desarrollo estabilizador» en México durante los años 50 y 60.[33]

## Publicaciones
- México, con texto de Salvador Novo. Ediciones Destino, 1968
- De lo que pudo haber sido y no fue, Instituto Cubano del Libro, 1996
- Cuentos para leer junto al mar, Tusquets, 1997
- Fuera de Moda. Catálogo de exposición, 2002
- Rodrigo Moya. Foto insurrecta, Ediciones El Milagro, 2004
- Rodrigo Moya, una visión crítica de la modernidad. CNCA, 2006
- Cuba Mía, Casa Amèrica Catalunya, 2009
- Rodrigo Moya. Una mirada documental, IIE-UNAM, El Milagro, 2011
- Rodrigo Moya. El telescopio interior, Centro de la Imagen, 2014
- Rodrigo Moya. Photography and Conscience, Wittliff Collection, 2015[28]
- Célebres y anónimos, Vestalia Ediciones, 2020
- Rodrigo Moya. México, Museo del Palacio de Bellas Artes / Museo Amparo / INBAL, 2022[6]

## Premios y reconocimientos
- 1996 – Medalla Distinción por la Cultura Nacional (Cuba)
- 1997 – Premio Nacional de Cuento San Luis Potosí
- 1997 – Concurso Latinoamericano de Cuento Edmundo Valadés
- 2005 – Premio Espejo de Luz, Bienal Mexicana de Fotoperiodismo
- 2007 – Medalla al Mérito Fotográfico (INAH)
- 2014 – Presea Cervantina, Festival Internacional Cervantino[28]